# Oscar Micheaux (réalisateur)

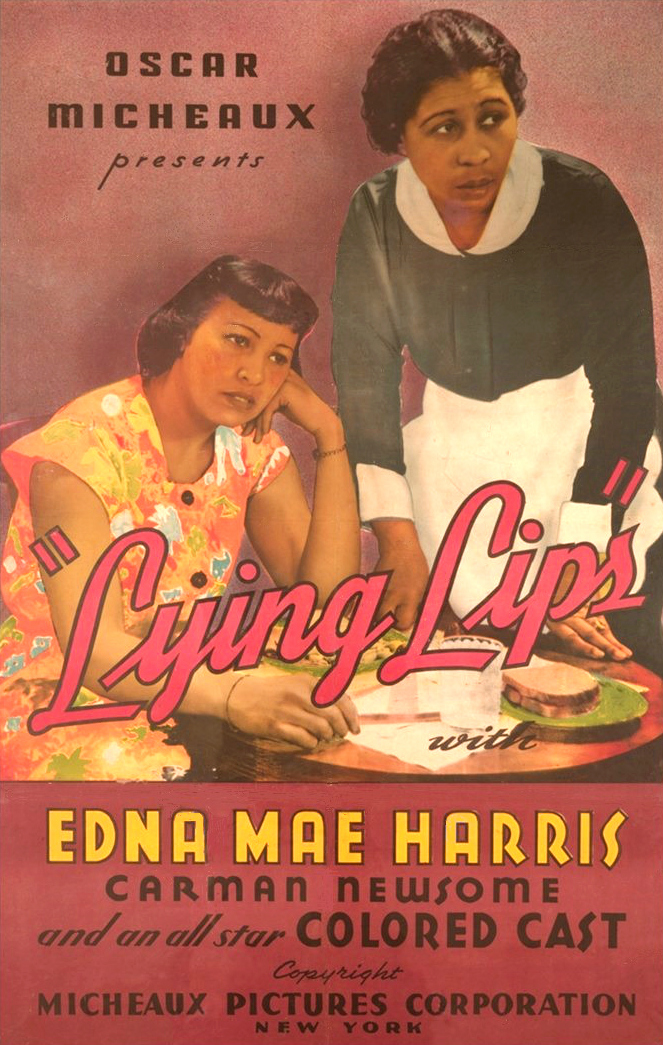
Poster publicitaire pour le film Lying Lips (1939)

Oscar Micheaux est un réalisateur, producteur, scénariste, acteur et écrivain américain, de son nom complet Oscar Devereaux Micheaux, né à Metropolis (Illinois) le 2 janvier 1884, décédé d'un arrêt cardiaque à Charlotte (Caroline du Nord) le 25 mars 1951.
Il est considéré comme le père du cinéma afro-américain.

## Biographie

### Jeunesse et formation
Oscar Micheaux,  est le fils de Calvin Swan Micheaux, un fermier, et de Belie (Washingham) Michaux, une institutrice, il est le cinquième de leurs treize — ou onze, les sources divergent — enfants. Après ses études secondaires à la Great Bend High School (en), il occupe différents emplois.
Inspiré par Booker T. Washington qui prône l'indépendance économique vis-à-vis de la société « blanche », en 1904, il achète une ferme près de Gregory dans le Dakota du Sud qu'il commence à exploiter en 1905.

### Carrière professionnelle
Auteur de sept romans (entre 1913 et 1947), ainsi que de nouvelles, en 1913 il publie son premier livre The Conquest qui est suivi de The Forged Note en 1915, puis de The Homesteader en 1917, sorte de trilogie racontant la vie de jeunes ruraux afro-américains dans le monde blanc du Dakota du Sud. Pour garder le contrôle de la diffusion de ses œuvres littéraires, il crée une maison d’édition, la Western Book Supply Company.
Oscar Micheaux est surtout reconnu comme un pionnier du cinéma américain. La sortie en 1915 de Naissance d'une nation, choque la communauté noire et plus généralement les défenseurs des droits civiques. Certains cherchent une réplique, c'est ainsi qu'il est contacté par la Lincoln Motion Picture Company fondée en 1916 par les frères Noble, la première société de production cinématographique "black", leur souhait est de réaliser une adaptation de son roman The Homesteader. Oscar Micheaux refuse, comme pour ses romans, il tient à garder le contrôle. C'est ainsi qu'il emménage à Chicago en 1919, pour créer sa propre compagnie de production, au sein de laquelle il réalise le premier film afro-américain la même année, The Homesteader (réputé perdu à ce jour). C'est par ce film, tourné et produit par lui qu'il est considéré comme le père du cinéma afro-américain.
Son deuxième film en 1920, Within Our Gates (classé en 1992 au National Film Registry de la Bibliothèque du Congrès pour son importance historique), est une critique plus ou moins voilée — de même que son premier film précité — de Naissance d'une nation (The Birth of a Nation, réalisé par D. W. Griffith en 1915). Son film de 1920, The Symbol of the Unconquered, est considéré comme une réplique de Naissance d'une nation, un tournant décisif du cinéma afro-américain
En 1924, il réalise Body and Soul (sorti l'année suivante), qui lance la carrière de Paul Robeson dans sa première prestation au cinéma et, en 1931, le premier film parlant afro-américain, The Exile (adapté de son premier roman de 1913, The Conquest: The Story of a Negro Pioneer by the Pioneer).
En tout, il réalise quarante-deux films — la plupart, produits et adaptés par lui, d'après l'un ou l'autre de ses romans et nouvelles —, le dernier en 1948. Il sera également acteur dans deux de ses films, en 1934 et 1935.

### Engagement social
Oscar Micheaux était membre du mouvement Renaissance de Harlem, destiné à promouvoir, dans les années 1920 et 1930, la culture afro-américaine, son cinéma balaie les stéréotypes dévalorisants que les acteurs noirs devaient jouer. Cette émergence de nouveaux rôles, délivré du regard raciste, est également appelé The New Negro Renaissance. Son cinéma est politique, il aborde diverses questions comme les mariages mixtes, le racisme entre afro-américains selon la couleur plus ou moins prononcée, les arrestations arbitraires, les quartiers ségrégués, etc.. Cela dit, les relations avec les intellectuels du mouvement "Renaissance de Harlem" pouvaient être tendues, ces derniers voyant en cet autodidacte un être sans éducation.
Une de ses paroles résume son œuvre et sa vie :
« One of the greatest tasks of my life has been to teach that the [Black] man can be anything, » / L'une des plus grandes tâches de ma vie est d'apprendre que tout homme noir peut faire ce qu'il veut. (littéralement peut faire n'importe quoi).

### Vie privée
Il a eu deux épouses : en 1910 il se marie avec Orlean E. McCracken, décédée en 1917, puis il épouse en 1926, l'actrice Alice B. Russell, décédée en 1984, qui jouera dans plusieurs de ses films.
Après son décès des suites d'un infarctus, il est inhumé au cimetière de Great Bend dans le Kansas.

## Filmographie

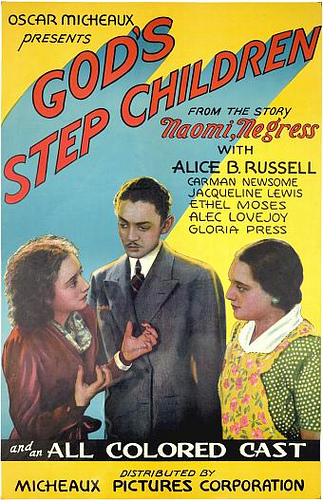
Affiche du film God's Step Children (1938).

(comme réalisateur, producteur et scénariste, sauf mention contraire)
- 1919 : The Homesteader, avec Charles D. Lucas, Evelyn Preer
- 1920 : Within Our Gates, avec Evelyn Preer, James D. Ruffin
- 1920 : The Brute, avec Evelyn Preer, Sam Langford, Lawrence Chenault
- 1920 : The Symbol of the Unconquered, avec Iris Hall, Walker Thompson
- 1921 : The Hypocrite
- 1921 : The Gunsaulus Mystery, avec Evelyn Preer, Edward R. Abrams
- 1922 : The Dungeon (en), avec William Fountaine, Shingzie Howard
- 1922 : Uncle Jasper's Will (en), avec William Fountaine, Shingzie Howard
- 1923 : Deceit (en), avec Evelyn Preer, William Fountaine
- 1923 : The Virgin of Seminole (en), avec Louise Borden, William Fountaine
- 1924 : Birthright (en), avec J. Homer Tutt, Evelyn Preer (non-scénariste)
- 1924 : A Son of Satan (en), avec Andrew Bishop, Lawrence Chenault, Evelyn Ellis
- 1925 : Body and Soul, avec Paul Robeson, Mercedes Gilbert[26]
- 1925 : Marcus Garland (en), avec Amy Birdsong, Salem Tutt Whitney
- 1926 : The Devil's Disciple, avec Evelyn Preer, Lawrence Chenault
- 1926 : The Conjure Woman, avec Evelyn Preer, Lawrence Chenault, Percy Verwayne
- 1927 : The House behind the Cedars, avec Shingzie Howard, Andrew Bishop, Lawrence Chenault
- 1927 : The Broken Violin, avec William A. Clayton Jr., Ardelle Dabney
- 1927 : The Spider's Web, avec Evelyn Preer, Lorenzo McClane
- 1927 : The Millionaire, avec Grace Smith, Laurence Criner
- 1928 : When Men Betray, avec Kathleen Noisette, William A. Clayton Jr.
- 1928 : Thirty Years Later, avec William Edmonson, Ardelle Dabney
- 1929 : Wages of Sin, avec William A. Clayton Jr., Bessie Givens
- 1930 : A Daughter of the Congo, avec Kathleen Noisette, Salem Tutt Whitney, Percy Verwayne
- 1930 : Easy Street, avec William A. Clayton Jr., Alice B. Russell
- 1931 : Darktown Revue, avec Tim Moore, Celeste Cole (court métrage)
- 1931 : The Exile, avec Stanley Morrell, Eunice Brooks, Carl Mahon
- 1932 : The Girl from Chicago, avec Grace Smith, Eunice Brooks, Juano Hernández, Frank H. Wilson
- 1932 : Black Magic
- 1932 : Veiled Aristocrats, avec Lucille Lewis, Walter Fleming
- 1932 : Ten Minutes to Live, avec Lawrence Chenault, Laura Bowman
- 1933 : Phantom of Kenwood, avec Frank H. Wilson, Babe Townsend
- 1934 : Harlem after Midnight, avec Lawrence Chenault, Rex Ingram, Alice B. Russell (+ acteur)
- 1935 : Temptation, avec Andrew Bishop, Ethel Moses
- 1935 : Murder in Harlem, avec Clarence Brooks, Dorothy Van Engle (+ acteur)
- 1937 : Underworld, avec Bee Freeman, Sol Johnson, Oscar Polk
- 1938 : Swing !, avec Cora Green, Larry Seymour
- 1938 : God's Step Children, avec Jacqueline Lewis, Ethel Moses
- 1939 : Lying Lips, avec Edna Mae Harris, Robert Earl Jones, Juano Hernández
- 1939 : Birthright, avec Laura Bowman, Tom Dillon, Alice B. Russell (remake du film muet éponyme de 1924, sus-visé)
- 1940 : The Notorious Elinor Lee, avec Gladys Williams, Robert Earl Jones, Edna Mae Harris, Oscar Polk, Juano Hernández
- 1948 : The Betrayal, avec Leroy Collins, Verlie Cowan, Alice B. Russell

## Œuvres (sélection)
Romans d'Oscar Micheaux
(l'année indiquée est celle de première publication)
- 1913 : The Conquest : The Story of a Negro Pioneer by the Pioneer, Woodruff Press, Lincoln, Nebraska, 311 p.
- 1915 : The Forget Note : A Romance of the Darkness Races, Western Book Supply Company, Lincoln, Nebraska, 521 p.
- 1917 : The Homesteader, Western Book Supply Company, Sioux City, Iowa, 533 p.
- 1941 : The Wind from Nowhere, Book Supply Co., New York, 385 p.
- 1944 : The Case of Mrs. Wingate, Book Supply Co., New York, 518 p.
- 1946 : The Story of Dorothy Stanfield, Book Supply Co., New York, 416 p.
- 1947 : The Masquerade, Book Supply Co., New York, 401 p.

## Postérité et distinctions
L'apport d'Oscar Micheaux au cinéma a surtout été valorisé bien après son décès car, de son vivant, la ségrégation raciale sévissant pleinement aux États-Unis, ses films étaient voués à une diffusion plus ou moins confidentielle. En 1986, la Directors Guild of America lui a décerné (à titre posthume donc) un prix spécial, le "Golden Jubilee Special Award", pour l'ensemble de sa carrière, puis a créé une récompense remise chaque année, le "Oscar Micheaux Award". en 1980, se fonde la "Oscar Micheau Society" qui fait la promotion des films réalisés par des afro-américains. C'est à partir de 1969 que l'œuvre cinématographique d'Oscar Micheaux soit reconnue, par un article de Thomas Cripps paru dans le Negro Digest, puis en 1970 par Pearl Bowser qui publiera diverses études sur son œuvre filmographique, . Le 13 février 1987, une étoile lui est attribuée sur le Walk of Fame au 6721 d'Hollywood Boulevard.

## Documentaire
- 2021 : Oscar Micheaux, the superhero of black filmmaking réalisé par Francesco Zippel[32].

### Livres et monographies
- (en) Pearl Bowser et Louise Spence, Writing Himself Into History : Oscar Micheaux, His Silent Films, and His Audiences, Rutgers University Press, 1er août 2000
- (en) J. Ronald Green, Straight Lick : The Cinema of Oscar Micheaux, Indiana University Press, 1er septembre 2000
- (en) Pearl Bowser, Oscar Micheaux and His Circle : African-American Filmmaking and Race Cinema of the Silent Era, Indiana University Press, 1er décembre 2001
- (en) Earl James Young Jr.,  Beverly J. Robinson, The Life and Work of Oscar Micheaux : Pioneer Black Author and Filmmaker : 1884-1951, Khafra Omrazeti, 15 janvier 2003, première édition
- (en) Patrick McGilligan, Oscar Micheaux : The Great and Only, Harper, 12 juin 2007
- (en) John R. Howard, Faces in the Mirror : Oscar Micheaux and Spike Lee, Fireside Publications, 15 mars 2010

### Articles
- (en-US) Charlene Regester, « The Misreading and Rereading of African American Filmmaker Oscar Micheaux: A Critical Review of Micheaux Scholarship », Film History, vol. 7, no. 4,‎ 1995, www.jstor.org/stable/3815383. (lire en ligne).
- (en) Bowser, P., & Spence, L, « “Oscar Micheaux's ‘Body and Soul’ and the Burden of Representation », Cinema Journal, vol. 39, no. 3,‎ 2000, p. 3–29 (lire en ligne).
- (en-US) Phillip Lopate, « The independent », New York Times,‎ 5 août 2007 (lire en ligne).
- David Schwartz et Laure Vermeersch, « Oscar Micheaux, génie ou pionnier oublié », Vacarme,‎ 22 janvier 2015 (lire en ligne).